# Museum Bergmannshaus

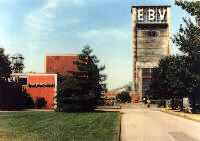
Die ehemalige Steinkohlezeche

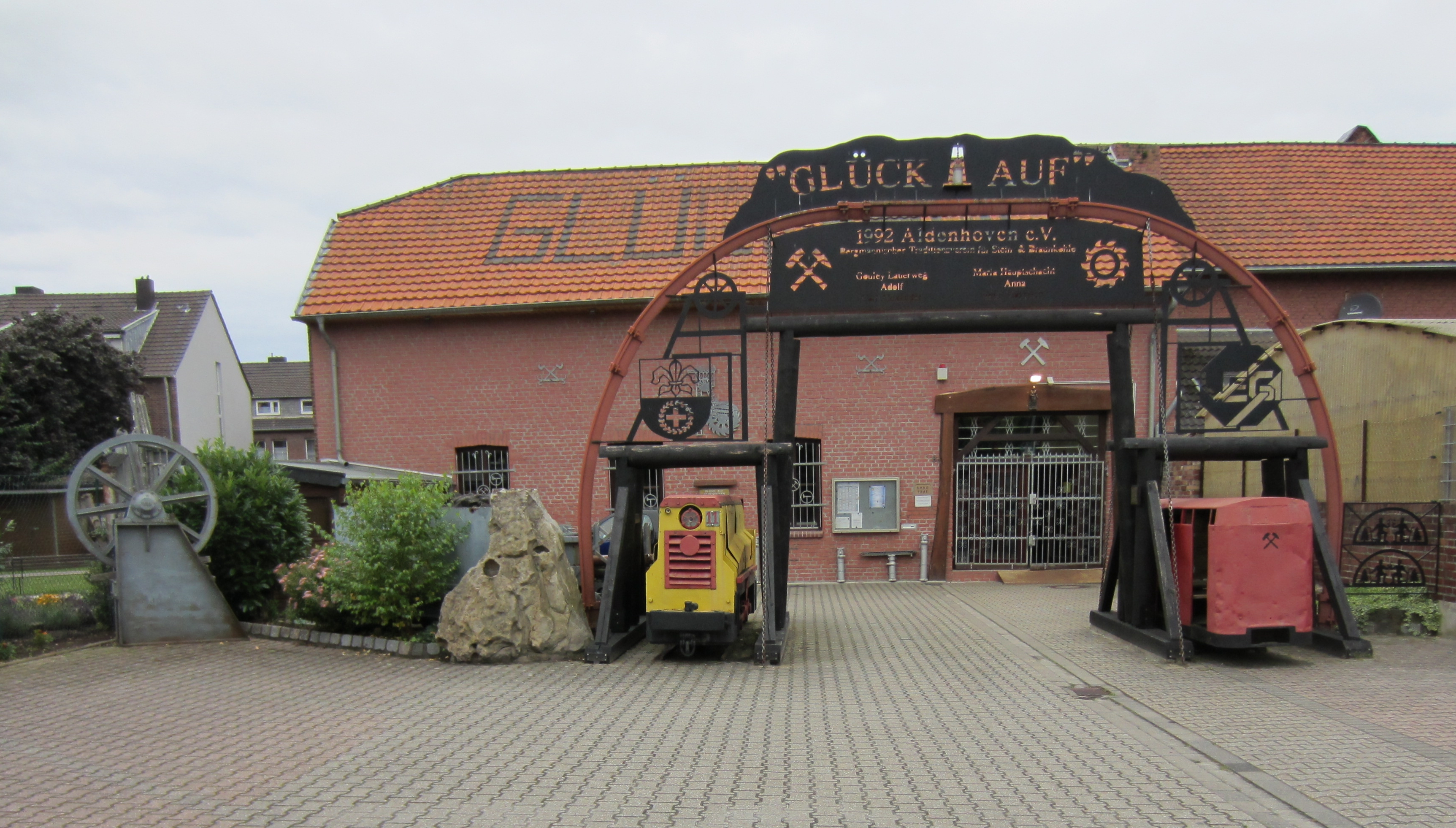
Das Museumsgebäude

Das Bergbaumuseum befindet sich in Aldenhoven im Kreis Düren, Nordrhein-Westfalen.
Das Museum wurde zwischen 1993 und 1994 durch Mitglieder des Bergmännischen Traditionsvereins für Stein- und Braunkohle „Glück auf“ Aldenhoven 1992 e. V. 1992 in Inden (Rheinland) aufgebaut und betrieben. 1995 übernahm der Verein das „Haus Vaahsen“ in Aldenhoven und baute es zum Museum mit etwa 800 m² Grundfläche um. Die Eröffnung fand am 28. November 1997 statt. Im Jahr 2010 wurde das Museum teilrenoviert. Die Ausstellungsräumlichkeiten wurden auf eine Gesamtfläche von 1400 m² erweitert. Eine Ausstellung zur Geschichte der Braunkohlegewinnung und der Energieerzeugung aus Braunkohle befindet sich im Aufbau.
Das Museum ist als außerschulischer Lernort weit über die Grenzen des Kreises Düren bekannt und ist als Bergbaumuseum und Informationszentrum für Stein- und Braunkohle deutschlandweit einmalig. Besuchergruppen können nach vorheriger Anmeldung eine Führung durch das Bergbaumuseum erhalten.
Aldenhoven hatte früher ein Steinkohlebergwerk, die Zeche Grube Emil Mayrisch. Viele Erinnerungsstücke aus dieser Zeit sind im Museum erhalten, darunter ein kompletter Untertagezug, mit speziell angefertigtem Wagen für den Besuch des Bischofs Hemmerle in der Grube, sowie eine Einschienenhängebahn. Hinzu kommen Stücke aus dem nahegelegenen Tagebau Inden. Eine Ausstellung historischer Bergmannskittel ist ebenso Bestandteil, wie die Sammlung der Grubenlampen und Beleuchtungsgerätschaften für den Bergbau. Auf zahlreichen Abbildungen und Fotos ist der Streckenausbau dargestellt und der Besucher erhält genaueste Informationen zum Tagesablauf der Bergleute. In einer nachgebildeten Strecke werden die verschiedenen Arbeitsgeräte der Bergleute erklärt. Sie geben Auskunft über das harte Arbeitsleben als Bergmann. Hervorzuheben ist die umfangreiche Mineraliensammlung, die liebevoll und akribisch archiviert und beschriftet wurde.